# Villamiel
Villamiel – gmina w Hiszpanii, w prowincji Cáceres, w Estramadurze, o powierzchni 73,09 km². W 2011 roku gmina liczyła 640 mieszkańców.